# Район Кацусіка (Токіо)
35°44′36.57″ пн. ш. 139°50′49.96″ сх. д. / 35.7434917° пн. ш. 139.8472111° сх. д.
Райо́н Кацусі́ка (яп. 葛飾区, かつしかく, МФА: [kat͡su̥ɕika ku̥], «Кацусіцький район») — особливий район в японській столиці Токіо.

## Географія
Площа району Кацусіка на 1 жовтня 2008 становила близько 34,84 км². Назва походить від стародавнього повіту Кацусіка на території провінцій Мусасі й Сімоса.

## Населення
Населення району Кацусіка на 1 липня 2011 становило близько 443 521 осіб. Густота населення становила 12 730,2 осіб/км².

## Галерея

Розташування